# トブルク (コルベット)
トブルク（Tobruk, C411）は、リビア海軍のコルベット。イギリスのヴォスパー社 (Vosper & Company) のMk.1コルベットの設計を採用している。

## 来歴
イギリスのヴォスパー社 (Vosper & Company) は、旧イギリス植民地を含む開発途上国への艦船輸出事業に期待して、1960年8月には政府から後援を受けるための交渉に着手していた。まずガーナ海軍 (Ghana Navy) がMk.1コルベット2隻を発注し、これはクロマンツェ級コルベットとして1964年より就役を開始した。
続いてリビア海軍が砲艦仕様1隻を発注した。これが本艦である。

## 設計
本艦はヴォスパーMk.1コルベットの設計を採用している。これはヴォスパー社とヴィッカース社が共同で開発したものであり 、モジュール化設計により、汎用型と魚雷艇型、練習艦型と哨戒艦型がファミリー化されて提示されていた。
本艦では空調が施されているほか、居住区には迎賓艇任務を想定した艤装がなされている。またフィンスタビライザーも搭載された。基本的な船体設計は先行するクロマンツェ級と同様だが、機関はより低出力のパクスマン・ベンチュラ16 YJCMディーゼルエンジンが搭載された  。